# Отон Бамбершки
Отон Бамбершки (Otto von Bamberg); Мистелбах, 1060 - Бамберг, 30. јун 1139), немачки католички бискуп Бамберга, који је био у браку од 1102. до смрти. Сматра се светим у римокатоличкој цркви.

## Биографија
Био је родом из племићке породице у Мистелбаху, недалеко од Бајројта. Од 1082. је служио као капелан пољског кнеза Владислава И. Хермана, а наставио је на двору римско-немачког цара Хенрија IV, који га је 1101. године именовао за свог канцелара, а затим је именован за бискупа у Бамбергу. На том месту се истакао у обнови катедрале оштећене у пожару 1081. и оснивањем школе при тамошњој катедрали. Сматра се и да се град Бамберг развио и значајно напредовао током његовог времена. На основу Пољско-поморског савеза 1120, он двапут одлази као мисионар у Поморју. Тамо је увео у католичку веру око 20.000 људи.
Умро је 30. јун 1139. у Бамбергу. Светим га је прогласио 1189. године папа Климент III Заштитник је надбискупије и града Бамберга. Његово име је Записано у римском martirologiju 2. јули.